# Кошиц, Дмитрий Александрович
Дми́трий Алекса́ндрович Ко́шиц (24 января [6 февраля] 1902, село Новая Гребля, Бердичевский уезд, Киевская губерния — 9 июня 1943, окрестности посёлка Курдюм, Саратовская область) — советский планерист-рекордсмен, лётчик-испытатель 2-го класса, подполковник, участник Гражданской, Советско-Финской и Великой Отечественной войн.

## Биография
Дмитрий Александрович выходец из музыкальной семьи. Его отец Александр Антонович Кошиц окончил Киевскую Духовную академию, работал учителем хорового пения в учебных заведениях Ставрополя и Тифлиса, занимался сбором украинских песен, а в 1919 году выехал в эмиграцию и умер 21 сентября 1944 года в канадском городе Виннипег. Мать Дмитрия Александровича дворянка Варвара Попова (1880—1922) была первой женой А. А. Кошица, но при разводе в 1906 году заявила, что их сын Дмитрий — не сын А. А. Кошица.
Детство и юность Дмитрия Александровича прошли в Санкт-Петербурге. В 1917 году он окончил 6 классов реального училища в Петрограде. С 1917 по 1919 год окончил 2 курса строительного техникума. У Дмитрия Александровича была сестра-певица, эмигрировавшая в Америку.

### Участие в Гражданской войне
10 декабря 1919 года Дмитрий Александрович добровольно вступил в Красную Армию и был зачислен красноармейцем в 8-й Приволжский запасной полк. С 19 января по 7 сентября 1920 года Д. А. Кошиц является курсантом Инструкторских курсов Всевобуча, а с 7 сентября по 13 декабря 1920 года является инструктором Всевобуча 2-го Нижегородского территориального полка Инструкторских курсов Всеобуча. С 13 декабря 1920 года по 4 апреля 1921 года является врид начальника школы инструкторов 1-го лыжного батальона при штабе Запасной армии. С апреля по август 1921 года врид инспектора кадров 2-го Ташкентского территориального батальона, а с августа 1921 года по апрель 1922 года служит начальником отдела допризывной подготовки Ташкентского уездного Всевобуча. С апреля по август 1922 года Дмитрий Александрович является командиром взвода 16-го кавалерийского полка. В это время он участвовал в ликвидации басмаческих банд Энвер-паши в районе Бухары. С августа 1922 года по январь 1923 года Д. А. Кошиц является курсантом Ташкентской объединённой школы комсостава.

### Авиатор
После окончания Гражданской войны Д. А. Кошиц получает авиационное образование. В 1923 году он окончил Егорьевскую военно-теоретическую авиашколу (2-я высшая школа лётчиков), в 1924 году — Качинскую ВАШЛ (1-я Военная школа лётчиков), в 1925 году — Серпуховскую Высшую военную авиашколу воздушного боя и бомбометания («Стрельбом»).
Дмитрий Александрович служил в истребительных частях ВВС Белорусского ВО. Со 2 августа 1925 года по 22 декабря 1926 года был старшим лётчиком 4-й отдельной истребительной эскадрильи. По результатам аттестации в личном деле появляется запись: «…занимаемой должности соответствует. Перевод в разведывательную часть необходим.». С 22 декабря 1926 года по 1 февраля 1927 года является врид начальника штаба 52-й авиаэскадрильи. С 1 февраля 1927 года по 1 ноября 1928 года младший военлёт 16-й авиаэскадрильи (БВО). С 1 ноября 1928 года по 1 февраля 1930 года инструктор 1 разряда учебно-лётной эскадрильи Военно-Воздушной академии имени Н. Е. Жуковского, одновременно является командиром авиаотряда академии. С 1 февраля 1930 года работает инструктором 1 разряда 82-го авиаотряда. С 1932 года по февраль 1938 года Дмитрий Александрович Кошиц работает инструктором авиабригады при НИИ ВВС РККА. Одновременно с мая 1933 года по июль 1936 года Дмитрий Александрович работает начальником лётного отделения авиационного НИИ имени И. П. Павлова. В это время он принимает участие в экспериментальных длительных высотных полётах на самолётах для изучения их воздействия на организм лётчика. С 7 августа 1933 года приказом РВС СССР № 0785 назначен лётчиком-экспертом 4-го сектора НИИ ВВС РККА. 31 марта 1935 года приказом НКО СССР № 0489 назначен начальником 9-го отделения НИИ ВВС. 25 марта 1936 года приказом НКО СССР № 01267 Дмитрию Александровичу присвоено звание «капитан». С 1936 года по 1938 год был (одновременно с другой деятельностью) командиром отдельного авиаотряда Научно-исследовательского аэрографического института, где занимался вопросами, связанными с аэрофотосъёмкой. 11 февраля 1937 года приказом НКО СССР № 0126 капитан Д. А. Кошиц откомандирован в распоряжение Главного Управления авиационной промышленности, при этом он был оставлен в кадрах РККА в счёт «1000». 5 ноября 1937 года приказом НКО СССР № 01083 присвоено звание «майор». С февраля 1938 года по октябрь 1941 года Дмитрий Александрович работает лётчиком-испытателем авиазавода № 156, ЦАГИ и ОКБ Н. И. Камова. 11 сентября 1940 года приказом НКО СССР № 04152 присвоено звание «подполковник».
Дмитрий Александрович Кошиц был не только известным лётчиком-испытателем, но и неизменным радиокомментатором на воздушных парадах в День авиации, проводившихся в Тушино. Его комментарии читались не «по бумажке», были лёгкими и очень информативными. Известный лётчик-испытатель Марк Галлай утверждал, что историю советского радиорепортажа надо начинать «не с патриарха футбольных комментаторов Вадима Синявского, а с нашего, авиационного конферансье Дмитрия Кошица».

## Планерист

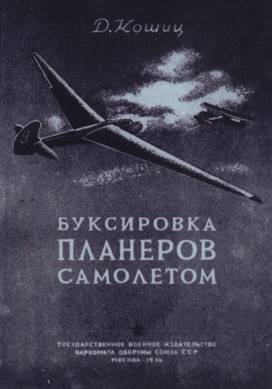
Книга Д. А. Кошица «Буксировка планеров самолетом»

В январе 1925 года в Москве начала свою деятельность Московская планерная школа. Дмитрий Александрович вместе с другими известными авиаторами (К. К. Арцеулов, Л. А. Юнгмейстер, В. А. Степанченок) участвовал в разработке программы теоретических занятий, обучения полётам на планере, устава лётной школы. Среди учеников был начинающий авиаинженер Сергей Королёв. Начинающие планеристы отмечали жизнерадостность, оптимизм и неиссякаемое чувство юмора своего инструктора, который знал много анекдотов и смешных историй. При этом он был отличным лётчиком и талантливым преподавателем, который учил курсантов выполнять фигуры высшего пилотажа. С этого момента Дмитрий Александрович и Сергей Павлович стали близкими людьми.
В 1929 году Дмитрий Александрович установил рекорд дальности и высоты полёта, достигнув высоты 1520 метров. В 1930 году он принимал участие в испытаниях планера И-3, а в 1933 году испытывал планер Э-4. В 1934 году Д. А. Кошиц испытывал планер МАИ-3, который обладал максимальным аэродинамическим качеством — 20. В 1934—1935 годах в УПМ МАИ Б. Н. Шереметев построил один из лучших учебных планеров того времени Ш-5. В 1935 году Д. М. Кошиц установил на нём два союзных рекорда в полёте с двумя пассажирами: была достигнута высота 525 метров, а полёт на продолжительность длился 11 часов 30 минут. В 1933 году он установил рекорд дальности с пассажиром на планере, буксируемым самолётом-буксировщиком Р-5, пролетев 5025 километров.
В 1936 году была издана книга Д. А. Кошица «Буксировка планеров самолетом».

## Испытатель самолётов

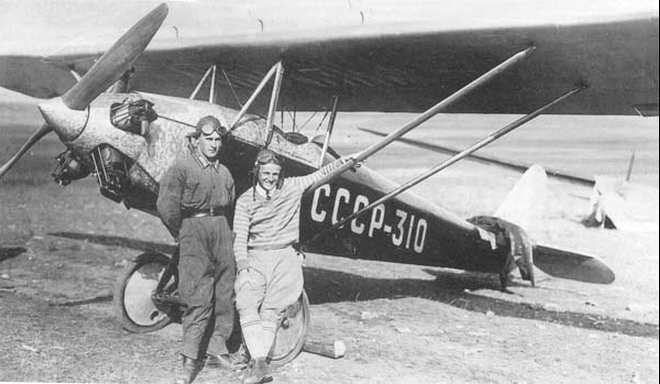
Д. А. Кошиц (справа) и механик Б. Н. Подлесный у самолёта АИР-3

- АИР-3: Д. А. Кошиц участвовал в испытаниях первого моноплана А. С. Яковлева[17]. 29 сентября 1929 года для обслуживания шестых Всесоюзных планерных состязаний, проходивших в Крыму, Д. А. Кошиц вместе с механиком Б. Н. Подлесным вылетел на самолёте АИР-3. Несмотря на чрезвычайно неблагоприятные встречные и боковые ветры экипаж пролетел 1420 километров за 10 часов 51 минуту лётного времени, совершив одну посадку в Запорожье. 30 сентября АИР-3 приземлился в Коктебеле. В октябре, во время возвращения в Москву, Д. А. Кошиц совершал агитационные полёты в рамках проходившего в Харькове Всеукраинского совещания Осоавиахима. 31 октября, несмотря на плохие погодные условия, самолёт и его экипаж вернулись в Москву.

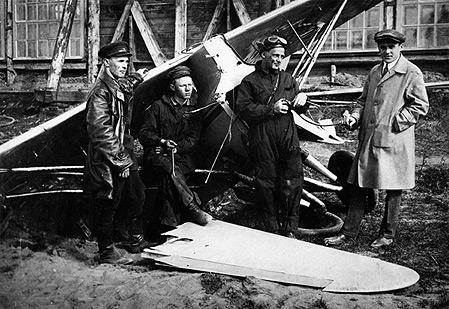
Справа налево: Королёв С. П., Кошиц Д. А., Шимраев, Подлесный Б. Н. у обломков самолёта СК-4

- СК-4: в 1930 году Д. А. Кошиц совершил первый полёт и проводил испытание авиетки СК-4[5], которая была дипломной работой конструктора С. П. Королёва, будущего создателя ракетно-космической техники. Газета «Вечерняя Москва» даже поместила заметку, посвящённую самолёту, его конструктору и лётчику-испытателю:

В конце прошлого года известным инженером С. П. Королевым, автором планера «Красная звезда», на котором в прошлом году в Крыму тов. Степанчонок впервые сделал мертвые петли, сконструирован новый тип легкого двухместного самолёта СК-4. Летчик тов. Кошиц уже совершил на нём несколько опытно-испытательных полетов, которые показали хорошие качества новой машины— 
Однако жизнь самолёта оказалась короткой. Во время одного из полётов на высоте 20-30 метров (сразу после взлёта) отказал мотор, самолёт зацепился за крышу ангара и упал. Так как высота и скорость были невелики, Дмитрий Александрович остался жив, хотя и получил ссадины на лице, но самолёт разбился и восстановлению не подлежал. Есть фотография, где на фоне разбитого самолёта изображены механики Подлесный и Шишмарев, лётчик-испытатель Кошиц и конструктор самолёта Королёв. По поводу лётного происшествия С. П. Королёв сочинил четверостишие:
У разбитого корыта

Собралася вся семья.

Морда Кошица разбита,

Улыбается моя

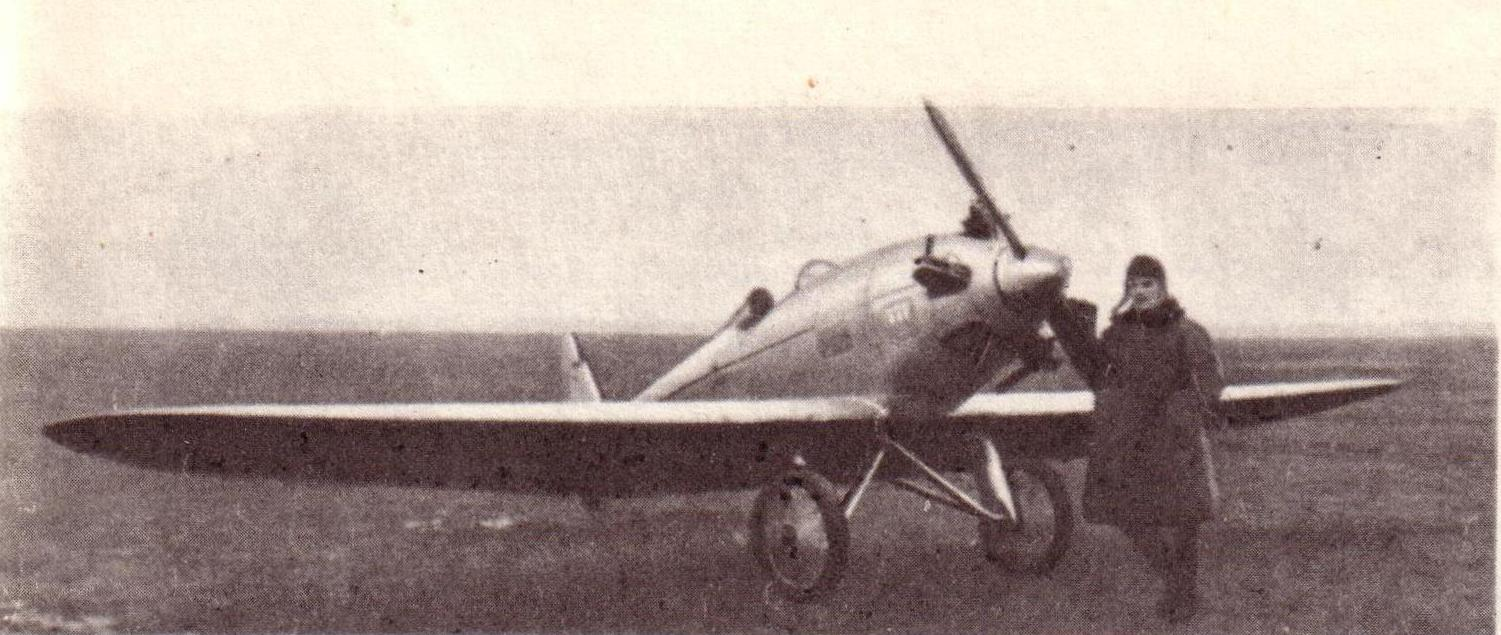
Самолёт Г-8

- Г-8: с ноября 1931 по август 1932 авиетка Г-8 прошла испытания и в сентябре 1932 года Дмитрий Александрович совершил большой агитационный полёт[20]. Изначально планировалось, что общая дальность полёта составит 5200 километров, однако, реально удалось пролететь только 4500 километров. План перелёта включал следующие крупные города: Москва — Горький — Казань — Сталинград — Ростов-на-Дону — Коктебель — Симферополь — Запорожье — Киев — Харьков — Орёл — Москва. Всего было посещено 20 больших и малых городов, но под Харьковом произошло авиационное происшествие: при переключении топливных баков произошла ошибка, в результате которой Д. А. Кошиц произвёл вынужденную посадку. Пилот остался жив, но самолёт разбился и в дальнейшем не был восстановлен.

## Испытатель автожиров
Дмитрий Александрович Кошиц был лётчиком-испытателем, который испытывал первые советские автожиры и вертолёты:
- ЦАГИ 1-ЭА: с 1930 по 1934 год на подмосковном аэродроме Подосинки проводились испытания первого советского вертолёта ЦАГИ 1-ЭА. Эта машина отличалась значительной неустойчивостью в полёте и для её испытаний был приглашён Д. А. Кошиц. Однако, после нескольких полётов он отказался от участия в испытаниях, сказав: «На нём могут летать профессора, а у меня среднее образование»[21].

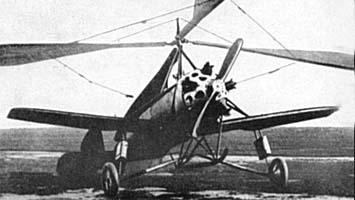
Автожир КАСКР-1

- КАСКР-1: Дмитрий Александрович принимал участие в испытаниях автожира КАСКР-1. После нескольких испытательных полётов автожира КАСКР-1 (один из которых закончился аварией) НИИ ВВС выделило в помощь Н. И. Камову двух инженеров по испытаниям и лётчика-испытателя Д. А. Кошица[22]. С 1930 по 1931 год Д. А. Кошиц совершил 90 испытательных полётов (самый длительный продолжительностью 28 минут)[23].
- КАСКР-2: 12 января 1931 года Дмитрий Александрович впервые поднял в небо и проводил дальнейшие испытания автожира КАСКР-2[5]. 21 мая 1931 года на Центральном аэродроме в Тушино проходил показ новейшей авиационной техники руководству страны. Н. И. Камов докладывал И. В. Сталину, а Д. А. Кошиц демонстрировал автожир в полёте. Кошиц сделал три круга над аэродромом и, красиво спланировав, посадил КАСКР-2 возле трибуны с высокопоставленными зрителями. При этом пробег автожира составил всего несколько метров. Примечательно, что комендант аэродрома, наблюдая за подготовкой автожира к полёту, в последний момент запретил вылет, но Дмитрий Александрович взлетел и успешно провёл полёт[21]. Начальник ВВС РККА П. И. Баранов рассказывал, что автожир очень понравился Сталину[22]. Последний полёт на этом автожире так же совершил Д. А. Кошиц. Он состоялся 5 июня 1931 года[21] и в нём отрабатывалось крутое планирование под углом 60°.

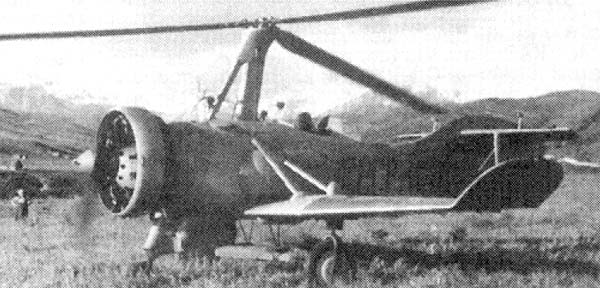
Автожир А-7

- ЦАГИ А-7: с 1935 года Д. А. Кошиц принимал участие в испытании автожира А-7[5]. Например, с 28 августа по 17 октября 1937 года Дмитрий Александрович совершал полёты на этом автожире в рамках накопления практических данных для отработки методов теоретического расчёта маховых движений лопастей. Полёты совершались под руководством Н. И. Камова и А. И. Иванова, а обработкой полученных данных занимался М. Л. Миль[21]. В сентябре 1938 года в течение полутора месяцев автожир ЦАГИ А-7 проходил войсковые испытания в районе Луги. Кроме Д. А. Кошица в испытаниях принимали участие ведущий инженер И. Г. Карпун, борттехник Герасимов и моторист С. А. Трефилов. В рамках войсковых испытаний автожир выполнил 17 полётов налетав 11 часов 28 минут. По окончании испытаний Д. А. Кошиц совершил перелёт в Москву с одной промежуточной посадкой[21].
- ЦАГИ А-8: в 1936 году совместно с лётчиком Козыревым Д. А. Кошиц готовил автожир к перелёту Москва — Ленинград. Для перелёта автожир был оборудован дополнительными топливными баками. Однако, во время подготовительного полёта автожир потерпел аварию и был сильно повреждён[21].

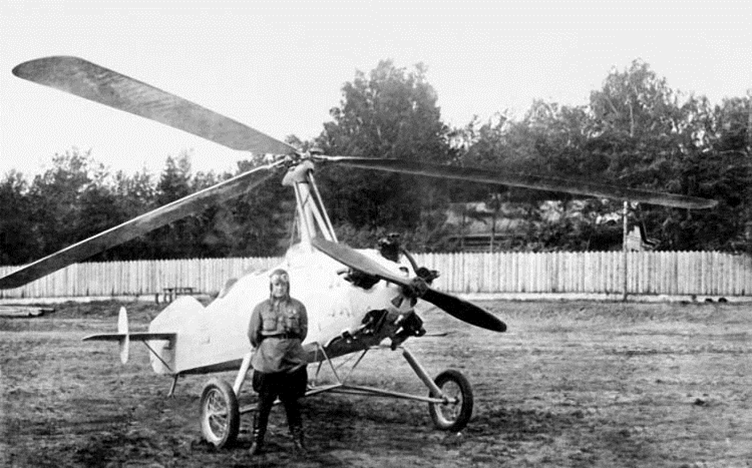
Д. А. Кошиц на фоне автожира А-14

- ЦАГИ А-14: в рамках исследовательских работ, проводимых в интересах разработки автожира ЦАГИ А-12, был создан испытательный автожир ЦАГИ А-14. Испытательно-исследовательские полёты проводились с сентября 1935 года. Д. А. Кошиц входил в группу лётчиков-испытателей, совершавших полёты на этой машине[24].
- А-7-3а: в середине 1940 года на первом в СССР специализированном заводе по постройке автожиров была запущена первая партия военных автожиров А-7-3а. Испытаниями этих автожиров занимался Д. А. Кошиц.
- ЦАГИ-5ЭА: в 1941 году И. П. Братухин и Б. Н. Юрьев установили на вертолёте ЦАГИ-5ЭА облегчённые электродвигатели мощностью 200 л.с. Дмитрий Александрович выполнял полёты, ограниченные длиной кабеля. В связи с началом Великой Отечественной войны работы были свёрнуты[25].

## Военный лётчик

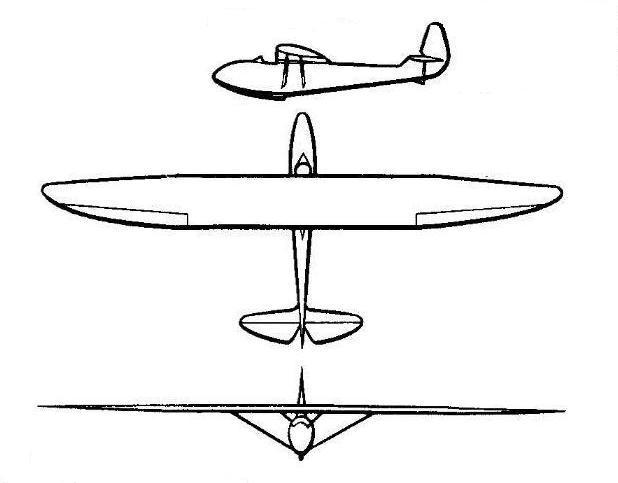
При полёте на таком планере погиб Д. А. Кошиц

В январе — марте 1940 года Дмитрий Александрович участвовал в советско-финской войне в спецгруппе ВВС 7-й армии, которой руководил Ивановский А. А. Группа подчинялась начальнику Управления артиллерии РККА.
Дмитрий Александрович принимал участие в Великой Отечественной войне. В 1941 году он в составе 1-й акэ (автожирной корректировочной эскадрильи) (163-й иап 24-я армия) участвовал в Ельнинской операции, в ходе которой в августе — сентябре совершил несколько боевых вылетов на автожире. Далее Д. А. Кошиц занимается преподавательской деятельностью. С 1941 года по 1942 год Дмитрий Александрович служит старшим лётчиком-инспектором отдела вузов Средне-Азиатского военного округа. С января по июнь 1942 года он преподавал в Военно-авиационной школе стрелков-бомбардиров. С июня 1942 года Д. А. Кошиц служит лётчиком-инструктором по технике пилотирования и буксировки планеров Полигона ВДВ (лётчик-инспектор ВДВ). В ноябре 1942 года подполковник Кошиц является одним из руководителей уникальной операции «Антифриз». В ходе этой операции планеристы доставили незамерзающую охлаждающую жидкость (антифриз) из Подмосковья непосредственно в механизированные соединения под Сталинградом и тем самым оказали важное влияние на успех контрнаступления. Дмитрий Александрович, будучи больным, сам пилотировал гружёный бочками с антифризом планер до Энгельса. Но во время взлёта с аэродрома произошло лётное происшествие (буксировочный замок зацепился за снег и произошло расцепление планера и буксировщика) и командир эскадрильи Петросян приказал заменить Д. А. Кошица на Ивана Малофеева.
Погиб Дмитрий Александрович 9 июня 1943 года при выполнении учебно-тренировочного полёта на планере Г-9 в районе посёлка Курдюм (окрестности Саратова). Он выполнял проверку техники пилотирования лётчиков в ночных полётах. Последняя должность подполковника Д. А. Кошица: инструктор-лётчик по технике пилотирования и буксирования планеров авиации Воздушно-Десантных Войск Красной Армии.

## Награды
Подполковник Дмитрий Александрович Кошиц был награждён орденом Красной Звезды, медалью «XX лет Рабоче-Крестьянской Красной Армии» и знаком «За активную оборонную работу в ОСОАВИАХИМ».

## Документы
- 1 и 2 — Архивная справка ЦГАСА (ЦАМО) о Кошице Дмитрии Александровиче. Оригинал справки хранится в Музее истории и Трудовой славы Ухтомского вертолётного завода имени Н. И. Камова.

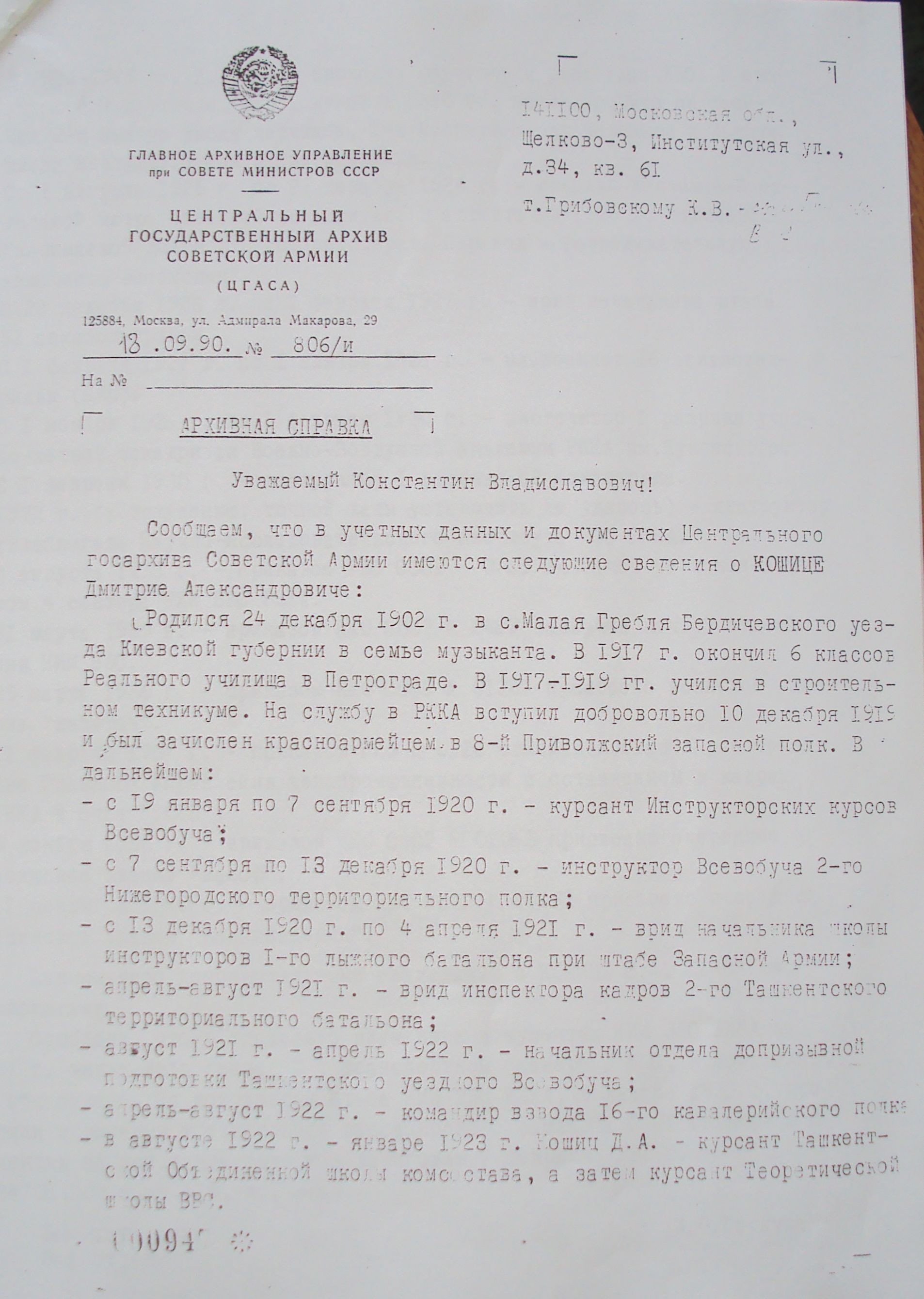
1
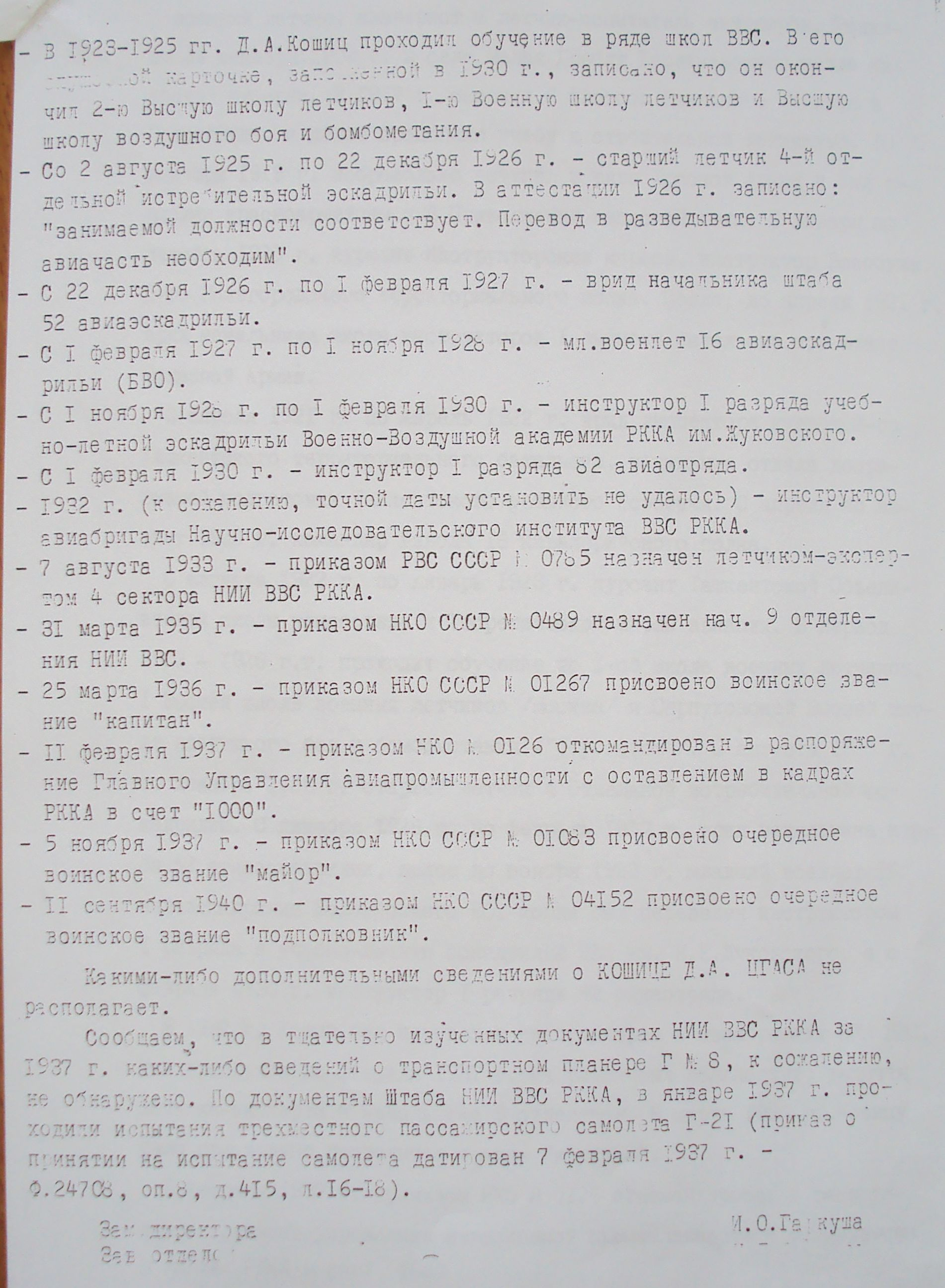
2